# Lijst van schepen uit België
Dit is een (onvolledige) lijst van Belgische schepen.

## A
- Albertville
- Alex van Opstal
- Antverpia
- Anversville

## B
- Baron Osy
- Baudouinville
- Belgenland (1)
- Belgenland (2)
- Belgica
- Brussels
- Belval

## C
- Canmar Europe (containerschip)
- Caucasier
- Charlesville (Congoboot)
- Comte de Smet de Naeyer
- Copacabana

## D
- Diamant

## E
- E.R. Limburgia
- Elisabethville
- Escaut
- Esso Antwerp
- Esso Brussels

## F
- Fabiolaville
- Finland
- Flandre
- Flandria 2
- Frubel Oceania

## G
- Gandia
- Gent

## J
- Jan Breydel
- Jean Jadot
- Josephine Michiels

## L
- L'Avenir
- La Campine
- Lapland
- Léopold II
- Léopoldville (1895)
- Léopoldville (1929)

## M
- Maaskant
- Mar del Plata
- Marie-Henriëtte
- Mayumbe
- Memling
- Mercator
- Methania
- Mineral Marchienne
- Moero
- Mokambo (schip, 1938)
- Mokambo (schip, 1959)

## N
- Nora

## O
- O.129 Amandine

## P
- Pays de Waes
- Pieter de Coninck
- Prince Charles
- Princesse Clémentine
- Princesse Marie-Josée
- Prins Albert
- Prins Philippe
- Prinses Astrid
- Prinses Maria-Esmeralda
- Prinses Paola
- Président Francqui

## R
- Rapide
- Reine Astrid
- Roi Léopold III

## S
- Stad Antwerpen
- Stavelot
- Steenstraete
- Transport

## U
- Ubier

## V
- Vaderland
- Venetier
- Ville de Liège

## W
- Wilford VI
- Wandelaar (schip, 2012)

## Z
- Zeeland